# The World God Only Knows
The World God Only Knows (jap. 神のみぞ知るセカイ Kami nomi zo shiru sekai) – manga autorstwa Tamikiego Wakakiego, publikowana na łamach magazynu „Shūkan Shōnen Sunday” wydawnictwa Shōgakukan od kwietnia 2008 do kwietnia 2014. Na jej podstawie studio Manglobe wyprodukowało serial anime, który emitowano od października 2010 do września 2013.

## Manga
Manga ukazywała się w magazynie „Shūkan Shōnen Sunday” od 9 kwietnia 2008 do 23 kwietnia 2014. Wydawnictwo Shōgakukan zebrało jej rozdziały w 26 tankōbonach, wydanych między 11 lipca 2008 a 18 czerwca 2014.
3-rozdziałowy spin-off, zatytułowany Magical Star Kanon 100% (jap. マジカル☆スターかのん１００％), przedstawiający Kanon Nakagawę jako czarodziejkę, ukazywał się w magazynie „Shūkan Shōnen Sunday” od 13 do 27 marca 2013. Został wydany wraz z dodatkowymi rozdziałami w książce, dołączonej do limitowanej edycji 21. tomu głównej serii, wydanej 16 kwietnia 2013.
Kolejny spin-off, zatytułowany Kami nomi zo shiru sekai On the Train (jap. 神のみぞ知るセカイon the train), był publikowany w serwisie „Club Sunday” w 2014 roku. Następnie został wydany 17 lipca 2015 w jednym tomie z trzema dodatkowymi, opublikowanymi wcześniej rozdziałami.
| Nr | Data wydania (język japoński) | ISBN (język japoński)  |
| -- | ----------------------------- | ---------------------- |
| 1  | 11 lipca 2008                 | ISBN 978-4-09-121430-0 |
| 2  | 17 października 2008          | ISBN 978-4-09-121497-3 |
| 3  | 16 stycznia 2009              | ISBN 978-4-09-121570-3 |
| 4  | 17 kwietnia 2009              | ISBN 978-4-09-122004-2 |
| 5  | 17 lipca 2009                 | ISBN 978-4-09-121709-7 |
| 6  | 16 października 2009          | ISBN 978-4-09-121788-2 |
| 7  | 16 stycznia 2010              | ISBN 978-4-09-122137-7 |
| 8  | 16 kwietnia 2010              | ISBN 978-4-09-122266-4 |
| 9  | 18 czerwca 2010               | ISBN 978-4-09-122329-6 |
| 10 | 17 września 2010              | ISBN 978-4-09-122522-1 |
| 11 | 17 grudnia 2010               | ISBN 978-4-09-122679-2 |
| 12 | 18 kwietnia 2011              | ISBN 978-4-09-122792-8 |
| 13 | 17 czerwca 2011               | ISBN 978-4-09-123139-0 |
| 14 | 16 września 2011              | ISBN 978-4-09-123237-3 |
| 15 | 16 grudnia 2011               | ISBN 978-4-09-123429-2 |
| 16 | 16 marca 2012                 | ISBN 978-4-09-123563-3 |
| 17 | 18 lipca 2012                 | ISBN 978-4-09-123696-8 |
| 18 | 18 lipca 2012                 | ISBN 978-4-09-123710-1 |
| 19 | 18 października 2012          | ISBN 978-4-09-123885-6 |
| 20 | 18 grudnia 2012               | ISBN 978-4-09-124037-8 |
| 21 | 18 kwietnia 2013              | ISBN 978-4-09-124198-6 |
| 22 | 18 czerwca 2013               | ISBN 978-4-09-124321-8 |
| 23 | 18 września 2013              | ISBN 978-4-09-124381-2 |
| 24 | 18 grudnia 2013               | ISBN 978-4-09-124511-3 |
| 25 | 18 marca 2014                 | ISBN 978-4-09-124579-3 |
| 26 | 18 czerwca 2014               | ISBN 978-4-09-124666-0 |

## Light novel
Light novel, zatytułowana Kami nomi zo shiru sekai kami to akuma to tenshi (jap. 神のみぞ知るセカイ―神と悪魔と天使), została napisana przez Mamizu Arisawę i zilustrowana przez Tamikiego Wakakiego. Ukazała się 19 maja 2009 nakładem wydawnictwa Shōgakukan pod imprintem Gagaga Bunko. Druga light novel, zatytułowana Kami nomi zo shiru sekai inori to noroi to kiseki (jap. 神のみぞ知るセカイ 2 祈りと呪いとキセキ), została wydana 18 maja 2010.

## Anime
Adaptacja w formie telewizyjnego serialu anime została oficjalnie ogłoszona w kwietniu 2010. Seria została zanimowana przez studio Manglobe. Za reżyserię odpowiadał Shigehito Takayanagi, scenariusz napisał Hideyuki Kurata, a postacie zaprojektował Watanabe Akio. Emisja rozpoczęła się 6 października w stacji TV Tokyo i zakończyła 22 grudnia 2010. Drugi sezon był emitowany od 11 kwietnia do 28 czerwca 2011. Trzeci sezon, zatytułowany Kami nomi zo shiru sekai: Megami-hen (jap. 神のみぞ知るセカイ 女神篇), emitowano między 8 lipca a 23 września 2013.
Licencję na dystrybucję anime nabył Crunchyroll.

### OVA
Prologowy odcinek OVA został dołączony do 10. tomu mangi, wydanego 17 września 2010. Drugi odcinek OVA, zatytułowany Kami nomi zo shiru sekai: 4-nin to Idol (jap. 神のみぞ知るセカイ　4人とアイドル), został wydany 16 września 2011 na nośnikach DVD wraz z 14. tomem mangi. Trzecia OVA, zatytułowana Kami nomi zo shiru sekai: Tenri-hen (jap. 神のみぞ知るセカイ　天理篇), została opublikowana w dwóch częściach wraz z 19. i 20. tomem mangi, wydanymi odpowiednio 18 października i 18 grudnia 2012. 1-odcinkowy spin-off oparty na postaci Kanon został ogłoszony 7 grudnia 2012. Nosił on tytuł Magical Star Kanon 100% (jap. マジカル☆スター かのん100％) i został wydany 18 czerwca 2013 wraz z 22. tomem mangi.